# シンセン☆キラキラナイト
シンセン☆キラキラナイトは、1984年10月から1991年3月まで放送されていたラジオ番組枠のタイトル。

## 概要
主に当時のアイドルを中心とする歌手、タレントが日替わりで出演していた枠。1984年10月スタート時は、伊藤さやか以外全員が1983年デビュー組のアイドル・タレント。1990年当時は、ロック歌手の加入も多かった。全ての番組がキー局を持たない番組制作会社製作の番組で、番版番組であった。そして元々、それぞれが独立していた番組であり、本枠とは別に各局によっては1番組単独で購入して放送していた場合も多かった（#各番組単独でのネットの節を参照）。そして日髙のり子の『南風にラブコール』は既にスタートしていた番組が途中から本枠に加入番組であり、仁藤優子の『乙女座カーニバル宣言』は本枠終了後も独立して放送を続けていた。
放送されていたのは主に親局の出力が5kwである地方局であり、本枠を『シンセン☆キラキラナイト』として一括購入し放送したことがある局は、秋田放送、山形放送、福井放送、山口放送、高知放送の5局である。しかし、局によっては自社制作の別番組を入れるなど編成の都合で1曜日分または2曜日分が放送無しになる場合もあった（#注釈節を参照）。
固定のスポンサーは無しで放送されていた番組がほとんどだったが、当時バップ所属だった藤木まりの番組で、バップが単独スポンサーとして入っていたことがあった。

## 歴代パーソナリティ・番組
| 期間                   | 月曜日                                  | 火曜日                                    | 水曜日                                      | 木曜日                                    | 金曜日                                      |
| ---------------------- | --------------------------------------- | ----------------------------------------- | ------------------------------------------- | ----------------------------------------- | ------------------------------------------- |
| 1984年10月 - 1985年9月 | 大沢逸美 『イッツミーナイト』           | 伊藤さやか 『つっぱりロックン課外授業』   | 森尾由美 『アイ・ラブ・ユーミー』           | 松本明子 『あっちむいてWA-HA-HA!』        | 小林千絵 『きみにドキドキ』                 |
| 1985年10月 - 1986年3月 | 若林加奈 『はじけて!!バンバン』         | 橋本美加子 『みかっこ☆倶楽部』            | 森尾由美 『アイ・ラブ・ユーミー』           | 松本明子 『あっちむいてWA-HA-HA!』        | 小林千絵 『きみにドキドキ』                 |
| 1986年4月 - 1986年9月  | 大沢逸美 『イッツミーナイト』           | 橋本美加子 『みかっこ☆倶楽部』            | 志賀真理子 『ポニーテールに乾杯』           | 松本明子 『あっちむいてWA-HA-HA!』        | 小林千絵 『きみにドキドキ』                 |
| 1986年10月 - 1987年3月 | 野咲たみこ 『たみちゃんはーい』         | 橋本美加子 『みかっこ☆倶楽部』            | 志賀真理子 『ポニーテールに乾杯』           | 藤木まり 『ときめきラブ♡まりにアタック!』 | 森川美穂 『MIHO・多感世代キラッ!』          |
| 1987年4月 - 1987年9月  | 城之内早苗 『恋人通りの喫茶店』         | 橋本美加子 『みかっこ☆倶楽部』            | 工藤夕貴 『YUKIリンリンセンセイション』     | 藤木まり 『ときめきラブ♡まりにアタック!』 | 森川美穂 『MIHO・多感世代キラッ!』          |
| 1987年10月 - 1988年3月 | 城之内早苗 『恋人通りの喫茶店』         | 橋本美加子 『みかっこ☆倶楽部』            | 堀江しのぶ 『デカデカ・デスマッチ』         | 日髙のり子 『南風にラブコール』           | 森川美穂 『MIHO・多感世代キラッ!』          |
| 1988年4月 - 1988年7月  | 城之内早苗 『恋人通りの喫茶店』         | 伊藤智恵理 『チェリーに口づけ』           | 堀江しのぶ 『デカデカ・デスマッチ』         | 仙道敦子 『風の中の散歩道』               | 森川美穂 『わがままでナイトタウン』         |
| 1988年7月 - 1988年9月  | 城之内早苗 『恋人通りの喫茶店』         | 伊藤智恵理 『チェリーに口づけ』           | パンプキン 『ABUNAIパーティー』             | 仙道敦子 『風の中の散歩道』               | 森川美穂 『わがままでナイトタウン』         |
| 1988年10月 - 1989年3月 | 北岡夢子 『夢子の夢飛行』               | 伊藤智恵理 『チェリーに口づけ』           | パンプキン 『ABUNAIパーティー』             | 仙道敦子 『風の中の散歩道』               | チャイルズ 『超電動!?チャイルズパラダイス』 |
| 1989年4月 - 1989年9月  | 北岡夢子 『夢子の夢飛行』               | 青木愛 『ちりばめて星のオルゴール』       | パンプキン 『ABUNAIパーティー』             | 中村由真 『マジカルYUMAランド』           | チャイルズ 『超電動!?チャイルズパラダイス』 |
| 1989年10月 - 1990年3月 | 北岡夢子 『夢子の夢飛行』               | 青木愛 『ちりばめて星のオルゴール』       | 小倉千亜紀・高橋貴代子 『MONOごころ宇宙船』 | 中村由真 『マジカルYUMAランド』           | 山口弘美 『つよがりセンチメント』           |
| 1990年4月 - 1990年9月  | 岩田麻里 『ヒップ・ポップ・エンジェル』 | 大野美樹 『ロックンロール・スキャンダル』 | CARO 『ガラスのラビリンス』                 | 中村由真 『くちべに・ルック・アウト!』    | 高橋貴代子 『絵本と指○とパジャマ』          |
| 1990年10月 - 1991年3月 | 岩田麻里 『ヒップ・ポップ・エンジェル』 | 仁藤優子 『乙女座カーニバル宣言』         | CARO 『ガラスのラビリンス』                 | 中村由真 『くちべに・ルック・アウト!』    | 高橋貴代子 『絵本と指○とパジャマ』          |

## ネット局
「シンセンキラキラナイト」として帯枠でのネット
（出典：）
（「→」は、放送曜日・時間帯変更無し、網掛け枠は放送無し）
| 局名     | 1984年10月 - 1985年3月                 | 1985年4月 - 1985年9月  | 1985年10月 - 1986年3月 | 1986年4月 - 1986年9月  | 1986年10月 - 1987年3月                 | 1987年4月 - 1987年9月  | 1987年10月 - 1988年3月 |
| -------- | -------------------------------------- | ---------------------- | ---------------------- | ---------------------- | -------------------------------------- | ---------------------- | ---------------------- |
| 秋田放送 | 月 - 金 21:10 - 21:55                  | [ 注釈 7 ]             | 月 - 金 21:00 - 21:55  | 月 - 金 21:25 - 21:55  | 月 - 金 21:10 - 21:55                  | 月 - 金 21:25 - 21:55  | 月 - 水 21:00 - 21:55  |
| 山形放送 | 月 - 金 20:00 - 21:00                  |                        |                        |                        | 月 - 金 20:00 - 21:00                  |                        | 月 - 金 20:00 - 21:00  |
| 福井放送 | 月 - 金 24:00 - 24:30                  | →                      | →                      | →                      | 月 - 木 22:30 - 23:00 土 23:30 - 24:00 | →                      | →                      |
| 山口放送 |                                        | 月 - 金 25:00 - 26:00  | →                      | →                      | →                                      | →                      | →                      |
| 高知放送 |                                        |                        |                        |                        |                                        |                        |                        |
|          |                                        |                        |                        |                        |                                        |                        |                        |
| 局名     | 1988年4月 - 1988年9月                  | 1988年10月 - 1989年3月 | 1989年4月 - 1989年9月  | 1989年10月 - 1990年3月 | 1990年4月 - 1990年9月                  | 1990年10月 - 1991年3月 |                        |
| 秋田放送 | 月 - 木 24:00 - 25:00                  | 月 - 金 24:00 - 25:00  | 月 - 木 24:00 - 25:00  | 月 - 金 24:00 - 25:00  | 月 - 木 24:00 - 25:00                  | 月 - 金 24:00 - 25:00  |                        |
| 山形放送 |                                        | 月 - 金 20:00 - 21:00  |                        |                        |                                        |                        |                        |
| 福井放送 | 月 - 木 22:30 - 23:00 土 23:30 - 24:00 | 月 - 木 22:30 - 23:00  | →                      | →                      | →                                      | →                      |                        |
| 山口放送 | 月 - 金 23:00 - 23:20                  | →                      | →                      | →                      | 月 - 金 23:30 - 23:50                  | →                      |                        |
| 高知放送 |                                        | 月 - 金 24:30 - 25:00  | →                      | →                      | →                                      | 月 - 金 24:15 - 25:00  |                        |

### 各番組単独でのネット
橋本美加子 みかっこ☆倶楽部
- 岩手放送：土曜 21:00 - 21:30 （1985年10月 - 1986年3月）
- 西日本放送：土曜 21:00 - 21:30 （1986年10月 - 1987年3月）
- 茨城放送：日曜夜（1986年 - 1987年3月）→ 木曜 19:00 - 19:30 （1987年4月 - 1987年9月）
- 山梨放送：日曜 23:00 - 23:30 （1986年 - 1987年9月）
- 熊本放送：日曜夜（1986年 - 1987年3月）
- 青森放送：金曜 21:30 - 22:00 （1987年10月 - 1988年3月）

志賀真理子 ポニーテールに乾杯
- 青森放送：日曜 22:30 - 23:00
- ラジオ福島：土曜 21:30 - 22:00
- 茨城放送：日曜 16:30 - 17:00
- 西日本放送：日曜 24:00 - 24:30

城之内早苗 恋人通りの喫茶店
- 岩手放送：土曜 24:30 - 25:00 （1987年4月 - 1987年9月）
- ラジオ福島：土曜 22:00 - 22:30 （1987年4月 - 1987年9月）
- 西日本放送：日曜 24:00 - 24:30 （1987年4月 - 1987年9月）
- STVラジオ：土曜 24:50 - 25:00 （1987年10月 - 1988年9月）
- 茨城放送：水曜 23:00 - 23:30 （1987年10月 - 1988年3月）

藤木まり ときめきラブ♡まりにアタック!
- 茨城放送：水曜 19:30 - 20:00
- 山形放送：日曜 22:30 - 23:00 （1987年4月 - 1987年9月）[注釈 16]

森川美穂 MIHO・多感世代キラッ! → 森川美穂 わがままでナイトタウン
- 岩手放送：土曜 18:30 - 19:00 （1987年10月 - 1988年3月）→ 日曜 18:10 - 18:25 （1988年4月 - 1988年9月）
- 茨城放送：火曜 23:00 - 23:30 （1987年10月 - 1988年9月）
- 高知放送：土曜 19:00 - 19:30 （1987年10月 - 1988年3月）→ 日曜 15:30 - 16:00 （1988年4月 - 1988年9月）
- STVラジオ：土曜 22:00 - 22:30 （1988年4月 - 1988年9月）
- 山形放送：月 - 金 21:40 - 21:50 （1988年4月 - 1988年9月）[注釈 16]

工藤夕貴 YUKIリンリンセンセイション
- 青森放送：土曜 21:30 - 22:00
- 岩手放送：土曜 24:00 - 24:30
- 山梨放送：日曜 11:30 - 12:00
- 山陽放送：月 - 金 22:30 - 22:45、土曜 22:15 - 22:30

日高のり子の南風にラブコール
- ラジオ福島：月 - 金 23:00 - 23:10 （1987年10月 - 1988年3月）
- 西日本放送：月 - 金 24:15 - 24:25 （1987年10月 - 1988年3月）

仙道敦子 風の中の散歩道
- 西日本放送：月 - 金 24:15 - 24:25 （1988年4月 - 1989年3月）

超電動!?チャイルズパラダイス
- 青森放送：木曜 21:30 - 22:00 （1988年10月 - 1989年3月）

パンプキンのABUNAIパーティー
- STVラジオ：月 - 金 23:40 - 23:45 （1988年10月 - ）
- 山陽放送：土曜 21:15 - 21:30 （1988年10月 - 1989年3月）

青木愛のちりばめて星のオルゴール
- 西日本放送：日曜 24:15 - 24:30 （1989年4月 - 1990年3月）

中村由真のマジカルYUMAランド →  中村由真 くちべに・ルック・アウト!
- 山形放送：日曜 22:00 - 22:30 （1989年4月 - 1989年9月）[注釈 16]／水曜 22:00 - 22:30 （1990年4月 - 1991年3月）
- ラジオ福島：日曜 24:30 - 25:00 （1989年4月 - 1989年9月）
- 茨城放送：木曜 19:00 - 19:30 （1989年4月 - 1989年9月）／日曜 21:10 - 21:25 （1990年10月 - 1991年3月）
- KBS京都：月 - 金 22:35 - 22:45 （1989年4月 - 1990年3月）[注釈 17]
- 西日本放送：土曜 21:30 - 21:50 （1989年10月 - 1990年3月）
- 熊本放送：水曜 24:25 - 24:55 （1990年4月 - 1990年9月）
- 北陸放送：火曜 21:20 - 21:50 （1990年10月 - 1991年3月）

大野美樹 ロックンロール・スキャンダル
- 山梨放送：水曜 23:30 - 24:00 （1990年4月 - 1990年9月）
- 西日本放送：日曜 24:15 - 24:30 （1990年4月 - 1990年9月）

岩田麻里 ヒップ・ポップ・エンジェル
- 北陸放送：金曜 21:20 - 21:50 （1990年10月 - 1991年3月）

仁藤優子 乙女座カーニバル宣言
- STVラジオ：土曜 24:50 - 25:00 （1990年10月 - ）
- 山形放送：土曜 22:00 - 23:00 （1990年10月 - ）
- 山梨放送：水曜 23:30 - 24:00 （1990年10月 - ）
- 西日本放送：日曜 24:15 - 24:30 （1990年10月 - ）